# Championnat d'Angleterre de football 1949-1950
Navigation
Édition précédente Édition suivante
La 51e édition du championnat d'Angleterre de football est remportée par Portsmouth. Le club de Portsmouth finit à égalité avec Wolverhampton Wanderers qu'il devance à la différence de buts et gagne son deuxième titre consécutif de champion d'Angleterre.
Le système de promotion/relégation reste en place : descente et montée automatique, sans matchs de barrage pour les deux derniers de première division et les deux premiers de deuxième division. À la fin de la saison, Manchester City et Birmingham City sont relégués en deuxième division.  Ils sont remplacés pour la saison 1950-1951 par Tottenham Hotspur et Sheffield Wednesday.
Le meilleur buteur de cette saison est l'attaquant anglais de Sunderland AFC, Dickie Davis, avec 25 réalisations.

## Les clubs de l'édition 1949-1950
| Club                                  | Ville               |
| ------------------------------------- | ------------------- |
| Arsenal Football Club                 | Londres             |
| Aston Villa Football Club             | Birmingham          |
| Birmingham City Football Club         | Birmingham          |
| Blackpool Football Club               | Blackpool           |
| Bolton Wanderers Football Club        | Bolton              |
| Burnley Football Club                 | Burnley             |
| Charlton Athletic Football Club       | Londres             |
| Chelsea Football Club                 | Londres             |
| Derby County Football Club            | Blackburn           |
| Everton Football Club                 | Liverpool           |
| Fulham Football Club                  | Londres             |
| Huddersfield Town Football Club       | Huddersfield        |
| Liverpool Football Club               | Liverpool           |
| Manchester United Football Club       | Manchester          |
| Manchester City Football Club         | Manchester          |
| Middlesbrough Football Club           | Middlesbrough       |
| Newcastle United Football Club        | Newcastle upon Tyne |
| Portsmouth Football Club              | Portsmouth          |
| Stoke City Football Club              | Stoke-on-Trent      |
| Sunderland Association Football Club  | Sunderland          |
| West Bromwich Albion Football Club    | Birmingham          |
| Wolverhampton Wanderers Football Club | Wolverhampton       |

## Classement
| Rang | Équipe                  | Pts | J  | G  | N  | P  | Bp | Bc | Diff |
| ---- | ----------------------- | --- | -- | -- | -- | -- | -- | -- | ---- |
| 1    | Portsmouth FCT          | 53  | 42 | 22 | 9  | 11 | 74 | 38 | +36  |
| 2    | Wolverhampton Wanderers | 53  | 42 | 20 | 13 | 9  | 76 | 49 | +27  |
| 3    | Sunderland AFC          | 52  | 42 | 21 | 10 | 11 | 83 | 62 | +21  |
| 4    | Manchester United       | 50  | 42 | 18 | 14 | 10 | 69 | 44 | +25  |
| 5    | Newcastle United        | 50  | 42 | 19 | 12 | 11 | 77 | 55 | +22  |
| 6    | Arsenal FC              | 49  | 42 | 19 | 11 | 12 | 79 | 55 | +24  |
| 7    | Blackpool FC            | 49  | 42 | 17 | 15 | 10 | 46 | 35 | +11  |
| 8    | Liverpool FC            | 48  | 42 | 17 | 14 | 11 | 64 | 54 | +10  |
| 9    | Middlesbrough           | 47  | 42 | 20 | 7  | 15 | 59 | 48 | +11  |
| 10   | Burnley FC              | 45  | 42 | 16 | 13 | 13 | 40 | 40 | 0    |
| 11   | Derby County            | 44  | 42 | 17 | 10 | 15 | 69 | 61 | +8   |
| 12   | Aston Villa             | 42  | 42 | 15 | 12 | 15 | 61 | 61 | 0    |
| 13   | Chelsea FC              | 40  | 42 | 12 | 16 | 14 | 58 | 65 | -7   |
| 14   | West Bromwich AlbionP   | 40  | 42 | 14 | 12 | 16 | 47 | 53 | -6   |
| 15   | Huddersfield Town       | 37  | 42 | 14 | 9  | 19 | 52 | 73 | -21  |
| 16   | Bolton Wanderers        | 34  | 42 | 10 | 14 | 18 | 45 | 59 | -14  |
| 17   | Fulham FCP              | 34  | 42 | 10 | 14 | 18 | 41 | 54 | -13  |
| 18   | Everton FC              | 34  | 42 | 10 | 14 | 18 | 42 | 66 | -24  |
| 19   | Stoke City              | 34  | 42 | 11 | 12 | 19 | 45 | 75 | -30  |
| 20   | Charlton Athletic       | 32  | 42 | 13 | 6  | 23 | 53 | 65 | -12  |
| 21   | Manchester City         | 29  | 42 | 8  | 13 | 21 | 36 | 68 | -32  |
| 22   | Birmingham City         | 28  | 42 | 7  | 14 | 21 | 31 | 67 | -36  |

|  | Champion d'Angleterre |
|  | Relégation            |

## Affluences
| #  | Club                    | Stade                   | Affluence moyenne sur la saison | Variation |
| -- | ----------------------- | ----------------------- | ------------------------------- | --------- |
| 1  | Arsenal FC              | Highbury                | 49 001                          | - 9,7 %   |
| 2  | Sunderland              | Roker Park              | 47 785                          | + 5,7 %   |
| 3  | Newcastle United        | St James' Park          | 46 468                          | - 13,7 %  |
| 4  | Liverpool FC            | Anfield                 | 45 783                          | + 4 %     |
| 5  | Wolverhampton Wanderers | Molineux Stadium        | 45 466                          | + 4,1 %   |
| 6  | Everton FC              | Goodison Park           | 49 382                          | - 2,7 %   |
| 7  | Manchester United       | Old Trafford            | 43 282                          | - 11,3    |
| 8  | Aston Villa             | Villa Park              | 42 677                          | - 9,8 %   |
| 9  | Chelsea FC              | Stamford Bridge         | 42 238                          | - 8,9 %   |
| 10 | Manchester City         | Maine Road              | 39 381                          | + 1,8 %   |
| 11 | West Bromwich Albion    | The Hawthorns           | 38 910                          | - 8,9 %   |
| 12 | Portsmouth              | Fratton Park            | 37 004                          | - 0,2 %   |
| 13 | Middlesbrough           | Ayresome Park           | 35 407                          | + 3,3 %   |
| 14 | Charlton Athletic       | The Valley              | 34 567                          | - 14 %    |
| 15 | Birmingham City         | St Andrew's             | 34 511                          | - 10,3    |
| 16 | Fulham                  | Craven Cottage          | 33 030                          | D2        |
| 17 | Bolton Wanderers        | Burnden Park            | 29 798                          | - 12,6 %  |
| 18 | Burnley                 | Turf Moor               | 27 631                          | - 8,8 %   |
| 19 | Stoke City              | Victoria Ground         | 27 215                          | - 9,1 %   |
| 20 | Blackpool               | Bloomfield Road         | 26 336                          | + 5,8 %   |
| 21 | Derby County            | Baseball Ground         | 26 283                          | - 11,8 %  |
| 22 | Huddersfield Town       | Alfred McAlpine Stadium | 23 542                          | + 6,3 %   |

## Bilan de la saison
| Tableau d'Honneur                    |                                          |
| Compétition                          | Vainqueur                                |
| Championnat d'Angleterre de football | Portsmouth FC                            |
| Coupe d'Angleterre de football       | Arsenal FC                               |
| Charity Shield                       | Portsmouth FC et Wolverhampton Wanderers |

| Promotions et relégations |                                       |
| Promus                    | Tottenham Hotspur Sheffield Wednesday |
| Relégués                  | Birmingham City Manchester City       |

## Meilleur buteur
Avec 25 buts, Dickie Davis, attaquant anglais qui joue à Sunderland AFC, remporte son unique titre de meilleur buteur du championnat.